# Llista d'espècies de linífids (R-S)
Llista d'espècies de linífids, per ordre alfabètic de la lletra R a la S, amb totes les espècies descrites fins al 20 de novembre de 2006.
- Per a les llistes d'espècies amb les altres lletres de l'alfabet, aneu a l'article principal, Llista d'espècies de linífids.
- Per a la llista completa de tots els gèneres vegeu l'article Llista de gèneres de linífids.

## Gèneres i espècies

### Racata
Racata Millidge, 1995
- Racata grata Millidge, 1995 (Krakatoa)

### Rhabdogyna
Rhabdogyna Millidge, 1985
- Rhabdogyna chiloensis Millidge, 1985 (Xile)
- Rhabdogyna patagonica (Tullgren, 1901) (Xile)

### Ringina
Ringina Tambs-Lyche, 1954
- Ringina antarctica (Hickman, 1939) (Crozet)

### Russocampus
Russocampus Tanasevitch, 2004
- Russocampus polchaninovae Tanasevitch, 2004 (Rússia)

### Ryojius
Ryojius Saito & Ono, 2001
- Ryojius japonicus Saito & Ono, 2001 (Japó)
- Ryojius nanyuensis (Chen & Yin, 2000) (Xina)
- Ryojius occidentalis Saito & Ono, 2001 (Japó)

### Saaristoa
Saaristoa Millidge, 1978
- Saaristoa abnormis (Blackwall, 1841) (Paleàrtic)
- Saaristoa firma (O. P.-Cambridge, 1905) (Europa)
- Saaristoa higoensis (Saito, 1984) (Japó)
- Saaristoa nipponica (Saito, 1984) (Japó)
- Saaristoa sammamish (Levi & Levi, 1955) (EUA)

### Saitonia
Saitonia Eskov, 1992
- Saitonia kawaguchikonis Saito & Ono, 2001 (Japó)
- Saitonia longicephala (Saito, 1988) (Japó)
- Saitonia muscus (Saito, 1989) (Japó)
- Saitonia ojiroensis (Saito, 1990) (Japó)
- Saitonia orientalis (Oi, 1960) (Japó)

### Saloca
Saloca Simon, 1926
- Saloca diceros (O. P.-Cambridge, 1871) (Europa)
- Saloca gorapaniensis Wunderlich, 1983 (Nepal)
- Saloca khumbuensis Wunderlich, 1983 (Nepal)
- Saloca kulczynskii Miller & Kratochvíl, 1939 (Central, Europa Oriental)
- Saloca ryvkini Eskov & Marusik, 1994 (Rússia)

### Satilatlas
Satilatlas Keyserling, 1886
- Satilatlas arenarius (Emerton, 1911) (EUA, Canadà)
- Satilatlas britteni (Jackson, 1913) (Europa)
- Satilatlas carens Millidge, 1981 (Canadà)
- Satilatlas gentilis Millidge, 1981 (EUA)
- Satilatlas gertschi Millidge, 1981 (Canadà)
- Satilatlas insolens Millidge, 1981 (EUA)
- Satilatlas marxi Keyserling, 1886 (Rússia, Alaska, Canadà)
  - Satilatlas marxi matanuskae (Chamberlin, 1948) (Alaska)
- Satilatlas monticola Millidge, 1981 (EUA)

### Sauron
Sauron Eskov, 1995
- Sauron fissocornis Eskov, 1995 (Rússia, Kazakhstan)
- Sauron rayi (Simon, 1881) (Europa)

### Savignia
Savignia Blackwall, 1833
- Savignia amurensis Eskov, 1991 (Rússia)
- Savignia badzhalensis Eskov, 1991 (Rússia)
- Savignia basarukini Eskov, 1988 (Rússia)
- Savignia birostra (Chamberlin & Ivie, 1947) (Rússia, Alaska)
- Savignia borea Eskov, 1988 (Rússia)
- Savignia bureensis Tanasevitch & Trilikauskas, 2006 (Rússia)
- Savignia centrÀsiatica Eskov, 1991 (Rússia)
- Savignia erythrocephala (Simon, 1908) (Oest d'Austràlia)
- Savignia eskovi Marusik, Koponen & Danilov, 2001 (Rússia)
- Savignia frontata Blackwall, 1833 (Paleàrtic)
- Savignia fronticornis (Simon, 1884) (Mediterrani)
- Savignia harmsi Wunderlich, 1980 (Espanya)
- Savignia kartalensis Jocqué, 1985 (Illes Comoro)
- Savignia kawachiensis Oi, 1960 (Japó)
- Savignia naniplopi Bosselaers & Henderickx, 2002 (Creta)
- Savignia nenilini Marusik, 1988 (Rússia)
- Savignia producta Holm, 1977 (Paleàrtic)
- Savignia pseudofrontata Paik, 1978 (Corea)
- Savignia saitoi Eskov, 1988 (Rússia)
- Savignia superstes Thaler, 1984 (França)
- Savignia ussurica Eskov, 1988 (Rússia)
- Savignia yasudai (Saito, 1986) (Japó)
- Savignia zero Eskov, 1988 (Rússia)

### Savigniorrhipis
Savigniorrhipis Wunderlich, 1992
- Savigniorrhipis acoreensis Wunderlich, 1992 (Açores)
- Savigniorrhipis grandis Wunderlich, 1992 (Açores)

### Scandichrestus
Scandichrestus Wunderlich, 1995
- Scandichrestus tenuis (Holm, 1943) (Suècia, Finlàndia, Rússia)

### Schistogyna
Schistogyna Millidge, 1991
- Schistogyna arcana Millidge, 1991 (Illa Juan Fernandez)

### Sciastes
Sciastes Bishop & Crosby, 1938
- Sciastes carli (Lessert, 1907) (Suïssa, Àustria)
- Sciastes dubius (Hackman, 1954) (Rússia, Canadà, EUA)
- Sciastes extremus Holm, 1967 (Canadà, Groenlàndia)
- Sciastes hastatus Millidge, 1984 (EUA, Canadà)
- Sciastes hyperboreus (Kulczyn'ski, 1908) (Rússia)
- Sciastes mentasta (Chamberlin & Ivie, 1947) (Canadà, Alaska)
- Sciastes tenna Chamberlin, 1948 (EUA)
- Sciastes truncatus (Emerton, 1882) (EUA, Canadà, Alaska)
- Sciastes vicosanus Bishop & Crosby, 1938 (Brasil)

### Scirites
Scirites Bishop & Crosby, 1938
- Scirites finitimus Dupérré & Paquin, 2007 (EUA, Canadà)
- Scirites pectinatus (Emerton, 1911) (EUA, Canadà)

### Scironis
Scironis Bishop & Crosby, 1938
- Scironis sima Chamberlin, 1948 (EUA)
- Scironis tarsalis (Emerton, 1911) (EUA)

### Scolecura
Scolecura Millidge, 1991
- Scolecura cambara Rodrigues, 2005 (Brasil)
- Scolecura cognata Millidge, 1991 (Colòmbia)
- Scolecura parilis Millidge, 1991 (Brasil)
- Scolecura propinqua Millidge, 1991 (Argentina)

### Scolopembolus
Scolopembolus Bishop & Crosby, 1938
- Scolopembolus littoralis (Emerton, 1913) (EUA)

### Scotargus
Scotargus Simon, 1913
- Scotargus enghoffi Wunderlich, 1992 (Illes Canàries)
- Scotargus grancanariensis Wunderlich, 1992 (Illes Canàries)
- Scotargus numidicus Bosmans, 2006 (Algèria)
- Scotargus pilosus Simon, 1913 (Paleàrtic)
- Scotargus secundus Wunderlich, 1987 (Illes Canàries)
- Scotargus tenerifensis Wunderlich, 1992 (Illes Canàries)

### Scotinotylus
Scotinotylus Simon, 1884
- Scotinotylus alienus (Kulczyn'ski, 1885) (Rússia, Alaska, Canadà)
- Scotinotylus allocotus Crawford & Edwards, 1989 (EUA)
- Scotinotylus alpigena (L. Koch, 1869) (Paleàrtic)
- Scotinotylus alpinus (Banks, 1896) (Rússia, Mongòlia, Alaska, Canadà, EUA, Groenlàndia)
- Scotinotylus altaicus Marusik, Hippa & Koponen, 1996 (Rússia)
- Scotinotylus ambiguus Millidge, 1981 (EUA, Canadà)
- Scotinotylus amurensis Eskov & Marusik, 1994 (Rússia)
- Scotinotylus antennatus (O. P.-Cambridge, 1875) (Europa)
- Scotinotylus apache (Chamberlin, 1948) (EUA)
- Scotinotylus autor (Chamberlin, 1948) (EUA)
- Scotinotylus bicavatus Millidge, 1981 (EUA)
- Scotinotylus bodenburgi (Chamberlin & Ivie, 1947) (Alaska)
- Scotinotylus boreus Millidge, 1981 (Canadà)
- Scotinotylus castoris (Chamberlin, 1948) (EUA)
- Scotinotylus clavatus (Schenkel, 1927) (Suïssa, Àustria)
- Scotinotylus columbia (Chamberlin, 1948) (Canadà)
- Scotinotylus crinitis Millidge, 1981 (EUA)
- Scotinotylus dubiosus Millidge, 1981 (EUA)
- Scotinotylus eutypus (Chamberlin, 1948) (Holàrtic)
- Scotinotylus evansi (O. P.-Cambridge, 1894) (Groenlàndia, Paleàrtic)
- Scotinotylus exsectoides Millidge, 1981 (Canadà)
- Scotinotylus formicarius (Dondale & Redner, 1972) (EUA)
- Scotinotylus gracilis Millidge, 1981 (EUA)
- Scotinotylus humilis Millidge, 1981 (EUA)
- Scotinotylus kenus (Chamberlin, 1948) (EUA)
- Scotinotylus kimjoopili Eskov & Marusik, 1994 (Rússia)
- Scotinotylus kolymensis Eskov & Marusik, 1994 (Rússia)
- Scotinotylus levii Marusik, 1988 (Rússia)
- Scotinotylus majesticus (Chamberlin & Ivie, 1947) (Alaska, Canadà, EUA)
- Scotinotylus millidgei Eskov, 1989 (Rússia)
- Scotinotylus montanus Millidge, 1981 (EUA)
- Scotinotylus pallidus (Emerton, 1882) (EUA, Canadà)
- Scotinotylus patellatus (Emerton, 1917) (Alaska, Canadà, EUA)
- Scotinotylus pollucis Millidge, 1981 (EUA)
- Scotinotylus protervus (L. Koch, 1879) (Rússia, Mongòlia, Alaska, Canadà)
- Scotinotylus provincialis Denis, 1949 (França)
- Scotinotylus provo (Chamberlin, 1948) (EUA)
- Scotinotylus regalis Millidge, 1981 (EUA)
- Scotinotylus sacer (Crosby, 1929) (Holàrtic)
- Scotinotylus sacratus Millidge, 1981 (EUA)
- Scotinotylus sagittatus Millidge, 1981 (EUA)
- Scotinotylus sanctus (Crosby, 1929) (EUA, Canadà)
- Scotinotylus sintalutus Millidge, 1981 (Canadà)
- Scotinotylus tianschanicus Tanasevitch, 1989 (Àsia central)
- Scotinotylus venetus (Thorell, 1875) (Itàlia)
- Scotinotylus vernalis (Emerton, 1882) (EUA, Canadà)

### Scylaceus
Scylaceus Bishop & Crosby, 1938
- Scylaceus pallidus (Emerton, 1882) (EUA, Canadà)
- Scylaceus selma (Chamberlin, 1948) (EUA)

### Scyletria
Scyletria Bishop & Crosby, 1938
- Scyletria inflata Bishop & Crosby, 1938 (EUA, Canadà)
- Scyletria jona Bishop & Crosby, 1938 (EUA)

### Selenyphantes
Selenyphantes Gertsch & Davis, 1946
- Selenyphantes longispinosus (O. P.-Cambridge, 1896) (Mèxic, Guatemala)

### Semljicola
Semljicola Strand, 1906
- Semljicola alticola (Holm, 1950) (Suècia, Finlàndia, Rússia)
- Semljicola angulatus (Holm, 1963) (Escandinàvia, Rússia, Mongòlia, Sakhalin)
- Semljicola arcticus (Eskov, 1989) (Rússia)
- Semljicola barbiger (L. Koch, 1879) (Suècia, Finlàndia, Rússia, Kazakhstan)
- Semljicola beringianus (Eskov, 1989) (Rússia)
- Semljicola caliginosus (Falconer, 1910) (Anglaterra, Scotland)
- Semljicola convexus (Holm, 1963) (Rússia, Alaska, Canadà)
- Semljicola faustus (O. P.-Cambridge, 1900) (Paleàrtic)
- Semljicola lapponicus (Holm, 1939) (Escandinàvia, Rússia, Alaska)
- Semljicola latus (Holm, 1939) (Escandinàvia, Rússia, Mongòlia)
- Semljicola obtusus (Emerton, 1915) (EUA, Canadà, Groenlàndia)
- Semljicola qixiensis (Gao, Zhu & Fei, 1993) (Xina)
- Semljicola simplex (Kulczyn'ski, 1908) (Rússia)
- Semljicola thaleri (Eskov, 1981) (Rússia, Kazakhstan)

### Shaanxinus
Shaanxinus Tanasevitch, 2006
- Shaanxinus anguilliformis (Xia i cols., 2001) (Xina)
- Shaanxinus rufus Tanasevitch, 2006 (Xina)

### Shanus
Shanus Tanasevitch, 2006
- Shanus taibaiensis Tanasevitch, 2006 (Xina)

### Sibirocyba
Sibirocyba Eskov & Marusik, 1994
- Sibirocyba incerta (Kulczyn'ski, 1916) (Suècia, Rússia)

### Silometopoides
Silometopoides Eskov, 1990
- Silometopoides Àsiaticus (Eskov, 1995) (Kazakhstan)
- Silometopoides koponeni (Eskov & Marusik, 1994) (Rússia)
- Silometopoides mongolensis Eskov & Marusik, 1992 (Rússia, Mongòlia)
- Silometopoides pampia (Chamberlin, 1948) (Rússia, Canadà)
- Silometopoides sibiricus (Eskov, 1989) (Rússia)
- Silometopoides sphagnicola Eskov & Marusik, 1992 (Rússia)
- Silometopoides tibialis (Heimer, 1987) (Rússia, Mongòlia)

### Silometopus
Silometopus Simon, 1926
- Silometopus acutus Holm, 1977 (Suècia, Poland, Rússia)
- Silometopus ambiguus (O. P.-Cambridge, 1905) (Europa)
- Silometopus bonessi Casemir, 1970 (Bèlgica, Suïssa, Àustria, Alemanya, Eslovàquia)
- Silometopus braunianus Thaler, 1978 (Itàlia)
- Silometopus curtus (Simon, 1881) (Europa)
- Silometopus elegans (O. P.-Cambridge, 1872) (Paleàrtic)
- Silometopus incurvatus (O. P.-Cambridge, 1873) (Paleàrtic)
- Silometopus nitidithorax (Simon, 1914) (França)
- Silometopus reussi (Thorell, 1871) (Paleàrtic)
- Silometopus rosemariae Wunderlich, 1969 (Alemanya, Suïssa, Àustria, Itàlia)
- Silometopus sachalinensis (Eskov & Marusik, 1994) (Rússia)
- Silometopus tenuispinus Denis, 1949 (Andorra)
- Silometopus uralensis Tanasevitch, 1985 (Rússia)

### Simplicistilus
Simplicistilus Locket, 1968
- Simplicistilus tanuekes Locket, 1968 (Àfrica Central i Occidental)

### Sinolinyphia
Sinolinyphia Wunderlich & Li, 1995
- Sinolinyphia cyclosoides Wunderlich & Li, 1995 (Xina)

### Sinoria
Sinoria Bishop & Crosby, 1938
- Sinoria rapidula Bishop & Crosby, 1938 (Panamà)

### Sintula
Sintula Simon, 1884
- Sintula affinioides Kolosváry, 1934 (Transylvania)
- Sintula corniger (Blackwall, 1856) (Europa fins a Azerbaijan)
- Sintula cretaensis Wunderlich, 1995 (Creta)
- Sintula criodes (Thorell, 1875) (Ucraïna)
- Sintula cristatus Wunderlich, 1995 (Turquia)
- Sintula diceros Simon, 1926 (França)
- Sintula furcifer (Simon, 1911) (Espanya, Marroc, Algèria)
- Sintula orientalis Bosmans, 1991 (Algèria)
- Sintula oseticus Tanasevitch, 1990 (Rússia)
- Sintula penicilliger (Simon, 1884) (Algèria)
- Sintula pseudocorniger Bosmans, 1991 (Algèria, Tunísia)
- Sintula retroversus (O. P.-Cambridge, 1875) (Europa fins a Azerbaijan)
- Sintula roeweri Kratochvíl, 1935 (Montenegro)
- Sintula spiniger (Balogh, 1935) (Àustria, Europa Oriental)
- Sintula subterminalis Bosmans, 1991 (Algèria)

### Sisicottus
Sisicottus Bishop & Crosby, 1938
- Sisicottus aenigmaticus Miller, 1999 (EUA)
- Sisicottus crossoclavis Miller, 1999 (EUA, Canadà)
- Sisicottus cynthiae Miller, 1999 (EUA)
- Sisicottus montanus (Emerton, 1882) (EUA, Canadà)
- Sisicottus montigenus Bishop & Crosby, 1938 (EUA)
- Sisicottus nesides (Chamberlin, 1921) (EUA, Canadà, Alaska)
- Sisicottus orites (Chamberlin, 1919) (EUA, Canadà)
- Sisicottus panopeus Miller, 1999 (EUA, Canadà, Kurile)
- Sisicottus quoylei Miller, 1999 (EUA, Canadà)

### Sisicus
Sisicus Bishop & Crosby, 1938
- Sisicus apertus (Holm, 1939) (Holàrtic)
- Sisicus penifusifer Bishop & Crosby, 1938 (EUA, Canadà)

### Sisis
Sisis Bishop & Crosby, 1938
- Sisis plesius (Chamberlin, 1948) (EUA)
- Sisis rotundus (Emerton, 1925) (EUA, Canadà)

### Sisyrbe
Sisyrbe Bishop & Crosby, 1938
- Sisyrbe rustica (Banks, 1892) (EUA)

### Sitalcas
Sitalcas Bishop & Crosby, 1938
- Sitalcas ruralis Bishop & Crosby, 1938 (EUA)

### Smermisia
Smermisia Simon, 1894
- Smermisia caracasana Simon, 1894 (Veneçuela)

### Smodix
Smodix Bishop & Crosby, 1938
- Smodix reticulata (Emerton, 1915) (EUA, Canadà)

### Solenysa
Solenysa Simon, 1894
- Solenysa circularis Gao, Zhu & Sha, 1993 (Xina)
- Solenysa geumoensis Seo, 1996 (Corea)
- Solenysa longqiensis Li & Song, 1992 (Xina)
- Solenysa melloteei Simon, 1894 (Japó)
- Solenysa partibilis Tu i cols., 2007 (Japó)
- Solenysa protrudens Gao, Zhu & Sha, 1993 (Xina)
- Solenysa reflexilis Tu i cols., 2007 (Japó)
- Solenysa wulingensis Li & Song, 1992 (Xina)

### Soucron
Soucron Crosby & Bishop, 1936
- Soucron arenarium (Emerton, 1925) (EUA, Canadà)

### Souessa
Souessa Crosby & Bishop, 1936
- Souessa spinifera (O. P.-Cambridge, 1874) (EUA)

### Souessoula
Souessoula Crosby & Bishop, 1936
- Souessoula parva (Banks, 1899) (EUA)

### Sougambus
Sougambus Crosby & Bishop, 1936
- Sougambus bostoniensis (Emerton, 1882) (EUA, Canadà)

### Souidas
Souidas Crosby & Bishop, 1936
- Souidas tibialis (Emerton, 1882) (EUA)

### Soulgas
Soulgas Crosby & Bishop, 1936
- Soulgas corticarius (Emerton, 1909) (EUA)

### Spanioplanus
Spanioplanus Millidge, 1991
- Spanioplanus mitis Millidge, 1991 (Perú)

### Sphecozone
Sphecozone O. P.-Cambridge, 1870
- Sphecozone affinis (Tullgren, 1901) (Xile)
- Sphecozone alticeps Millidge, 1991 (Colòmbia)
- Sphecozone araeonciformis (Simon, 1895) (Argentina)
- Sphecozone ardens Millidge, 1985 (Xile)
- Sphecozone aurantia Millidge, 1991 (Bolívia)
- Sphecozone capitata Millidge, 1991 (Perú)
- Sphecozone castanea (Millidge, 1991) (Brasil)
- Sphecozone corniculans Millidge, 1991 (Colòmbia)
- Sphecozone cornuta Millidge, 1991 (Argentina)
- Sphecozone crinita Millidge, 1991 (Ecuador)
- Sphecozone cristata Millidge, 1991 (Brasil)
- Sphecozone fuscipes Millidge, 1991 (Perú)
- Sphecozone lobata Millidge, 1991 (Illa Juan Fernandez)
- Sphecozone longipes (Strand, 1908) (Perú)
- Sphecozone magnipalpis Millidge, 1993 (EUA)
- Sphecozone melanocephala (Millidge, 1991) (Brasil)
- Sphecozone modesta (Nicolet, 1849) (Xile, Argentina, Brasil)
- Sphecozone modica Millidge, 1991 (Argentina)
- Sphecozone nigriceps Millidge, 1991 (Brasil)
- Sphecozone nigripes Millidge, 1991 (Perú)
- Sphecozone nitens Millidge, 1991 (Perú)
- Sphecozone novaeteutoniae (Baert, 1987) (Brasil)
- Sphecozone personata (Simon, 1894) (Brasil)
- Sphecozone pulchra Millidge, 1991 (Perú)
- Sphecozone rostrata Millidge, 1991 (Brasil)
- Sphecozone rubescens O. P.-Cambridge, 1870 (Brasil, Paraguai, Argentina)
- Sphecozone rugosa Millidge, 1991 (Argentina)
- Sphecozone spadicaria (Simon, 1894) (Colòmbia, Trinidad, Veneçuela)
- Sphecozone tincta Millidge, 1991 (Brasil)
- Sphecozone varia Millidge, 1991 (Perú)

### Spirembolus
Spirembolus Chamberlin, 1920
- Spirembolus abnormis Millidge, 1980 (EUA, Canadà)
- Spirembolus approximatus (Chamberlin, 1948) (EUA)
- Spirembolus bilobatus (Chamberlin & Ivie, 1945) (EUA)
- Spirembolus cheronus Chamberlin, 1948 (EUA)
- Spirembolus chilkatensis (Chamberlin & Ivie, 1947) (EUA, Alaska)
- Spirembolus demonologicus (Crosby, 1925) (EUA)
- Spirembolus dispar Millidge, 1980 (EUA)
- Spirembolus elevatus Millidge, 1980 (EUA)
- Spirembolus erratus Millidge, 1980 (EUA)
- Spirembolus falcatus Millidge, 1980 (EUA)
- Spirembolus fasciatus (Banks, 1904) (EUA)
- Spirembolus fuscus Millidge, 1980 (EUA)
- Spirembolus hibernus Millidge, 1980 (EUA)
- Spirembolus humilis Millidge, 1980 (EUA)
- Spirembolus latebricola Millidge, 1980 (EUA)
- Spirembolus levis Millidge, 1980 (EUA, Mèxic)
- Spirembolus maderus Chamberlin, 1948 (EUA)
- Spirembolus mendax Millidge, 1980 (EUA)
- Spirembolus mirus Millidge, 1980 (EUA)
- Spirembolus monicus (Chamberlin, 1948) (EUA)
- Spirembolus monticolens (Chamberlin, 1919) (EUA, Canadà)
- Spirembolus montivagus Millidge, 1980 (EUA)
- Spirembolus mundus Chamberlin & Ivie, 1933 (EUA, Canadà)
- Spirembolus novellus Millidge, 1980 (EUA)
- Spirembolus oreinoides Chamberlin, 1948 (EUA, Canadà)
- Spirembolus pachygnathus Chamberlin & Ivie, 1935 (EUA)
- Spirembolus pallidus Chamberlin & Ivie, 1935 (EUA)
- Spirembolus perjucundus Crosby, 1925 (EUA)
- Spirembolus phylax Chamberlin & Ivie, 1935 (EUA)
- Spirembolus praelongus Millidge, 1980 (EUA)
- Spirembolus prominens Millidge, 1980 (EUA, Canadà)
- Spirembolus proximus Millidge, 1980 (EUA)
- Spirembolus pusillus Millidge, 1980 (EUA)
- Spirembolus redondo (Chamberlin & Ivie, 1945) (EUA)
- Spirembolus spirotubus (Banks, 1895) (EUA, Canadà)
- Spirembolus synopticus Crosby, 1925 (EUA)
- Spirembolus tiogensis Millidge, 1980 (EUA)
- Spirembolus tortuosus (Crosby, 1925) (EUA)
- Spirembolus vallicolens Chamberlin, 1920 (EUA)
- Spirembolus venustus Millidge, 1980 (EUA)
- Spirembolus whitneyanus Chamberlin & Ivie, 1935 (EUA)

### Stemonyphantes
Stemonyphantes Menge, 1866
- Stemonyphantes abantensis Wunderlich, 1978 (Turquia)
- Stemonyphantes agnatus Tanasevitch, 1990 (Rússia, Geòrgia, Azerbaijan)
- Stemonyphantes altaicus Tanasevitch, 2000 (Rússia)
- Stemonyphantes blauveltae Gertsch, 1951 (EUA, Canadà)
- Stemonyphantes conspersus (L. Koch, 1879) (Europa central fins a Kazakhstan)
- Stemonyphantes curvipes Tanasevitch, 1989 (Kirguizstan)
- Stemonyphantes griseus (Schenkel, 1936) (Kirguizstan, Xina)
- Stemonyphantes grossus Tanasevitch, 1985 (Kirguizstan)
- Stemonyphantes lineatus (Linnaeus, 1758) (Paleàrtic)
- Stemonyphantes menyuanensis Hu, 2001 (Xina)
- Stemonyphantes montanus Wunderlich, 1978 (Turquia)
- Stemonyphantes sibiricus (Grube, 1861) (Rússia)
- Stemonyphantes solitudus Tanasevitch, 1994 (Turkmenistan)
- Stemonyphantes taiganus (Ermolajev, 1930) (Rússia)

### Sthelota
Sthelota Simon, 1894
- Sthelota albonotata (Keyserling, 1886) (Panamà)
- Sthelota sana (O. P.-Cambridge, 1898) (Guatemala)

### Stictonanus
Stictonanus Millidge, 1991
- Stictonanus exiguus Millidge, 1991 (Xile)
- Stictonanus paucus Millidge, 1991 (Xile)

### Strandella
Strandella Oi, 1960
- Strandella fluctimaculata Saito, 1982 (Rússia, Japó)
- Strandella pargongensis (Paik, 1965) (Rússia, Xina, Corea, Japó)
- Strandella quadrimaculata (Uyemura, 1937) (Japó)
- Strandella yaginumai Saito, 1982 (Japó)

### Strongyliceps
Strongyliceps Fage, in Fage & Simon, 1936
- Strongyliceps alluaudi Fage, 1936 (Kenya)
- Strongyliceps anderseni Holm, 1962 (Kenya, Uganda)

### Styloctetor
Styloctetor Simon, 1884
- Styloctetor austerus (L. Koch, 1884) (Suïssa, Àustria)
- Styloctetor lehtineni Marusik & Tanasevitch, 1998 (Rússia)
- Styloctetor logunovi (Eskov & Marusik, 1994) (Rússia, Mongòlia)
- Styloctetor okhotensis (Eskov, 1993) (Rússia)
- Styloctetor purpurescens (Keyserling, 1886) (EUA, Canadà)
- Styloctetor romanus (O. P.-Cambridge, 1872) (Paleàrtic)
- Styloctetor stativus (Simon, 1881) (Holàrtic)
- Styloctetor tuvinensis Marusik & Tanasevitch, 1998 (Rússia)

### Subbekasha
Subbekasha Millidge, 1984
- Subbekasha flabellifera Millidge, 1984 (Canadà)

### Syedra
Syedra Simon, 1884
- Syedra apetlonensis Wunderlich, 1992 (Àustria, Eslovàquia)
- Syedra caporiaccoi Kolosváry, 1938 (Bòsnia-Hercegovina)
- Syedra gracilis (Menge, 1869) (Paleàrtic)
- Syedra myrmicarum (Kulczyn'ski, 1882) (Europa central)
- Syedra nigrotibialis Simon, 1884 (Còrsega)
- Syedra oii Saito, 1983 (Xina, Corea, Japó)
- Syedra parvula Kritscher, 1996 (Malta)
- Syedra scamba (Locket, 1968) (Congo)

### Symmigma
Symmigma Crosby & Bishop, 1933
- Symmigma minimum (Emerton, 1923) (EUA)